# Banda della Magliana
La Banda della Magliana (pronunciación en italiano: /ˈbanda della maʎˈʎaːna/, Banda Magliana) fue una organización criminal italiana con sede en Roma, fundada en 1975. El nombre de la banda fue dado por los medios de comunicación y se refiere al barrio de la Magliana, lugar de algunos de sus miembros. La banda estuvo involucrada en actividades delictivas durante los años de plomo (anni di piombo) de Italia. La justicia italiana lo vinculó a otras organizaciones criminales como la Cosa Nostra, Camorra o Ndrangheta, pero lo más importante también a activistas neofascista como el Nuclei Armati Rivoluzionari (NAR), responsable de la Masacre de Bolonia de 1980, los servicios secretos (SISMI) y figuras políticas como Licio Gelli, gran maestro de la logia masónica Propaganda Due (P2). Junto con Operación Gladio, la organización anticomunista clandestina de la OTAN, P2 estuvo involucrada en una estrategia de tensión durante los años de plomo que incluyó ataques terroristas de bandera falsa. Estos vínculos, clandestinos en comparación con sus actividades estándar (es decir, «corrientes») (tráfico de drogas, apuestas de carreras de caballos, lavado de dinero, etc.) han llevado a la Banda estar relacionado con los eventos políticos del conflicto que dividió a Italia en dos durante la Guerra Fría, y en particular a eventos como el asesinato en 1979 del periodista Carmine Pecorelli; el asesinato en 1978 del ex Primer Ministro Aldo Moro, también líder de la Democracia Cristiana que estaba negociando el Compromiso Histórico con el Partido Comunista Italiano (PCI); el intento de asesinato de 1982 contra Roberto Rosone, vicepresidente de Banco Ambrosiano; asesinato de «banquero de Dios» Roberto Calvi en 1982; y también la masacre de Bolonia en 1980. Finalmente, la misteriosa desaparición de Emanuela Orlandi, un caso periféricamente relacionado con el exmiembro de los Lobos Grises Mehmet Ali Ağca en el intento de asesinato del Papa Juan Pablo II en 1981, también ha sido relacionado con la banda. Aunque el caso de Emanuela Orlandi puede no estar relacionado con los «Lobos Grises», pero puede haber sido una de las actividades criminales de la Banda della Magliana «corriente», el secuestro de Orlandi supuestamente fue diseñado para persuadir al Banco del Vaticano legalmente inmune para restaurar fondos retenidos injustamente a acreedores del Banco Ambrosiano.

## Historia

### Inicios
El primer acto criminal de la Banda della Magliana fue el secuestro del duque Massimiliano Grazioli Lante della Rovere el 7 de noviembre de 1977, a cambio de un rescate. El duque fue asesinado, pero el rescate obtenido de todos modos, 1,500,000,000 liras italianas de la época. En lugar de gastar todo, el grupo decidió guardar los ahorros para invertir en el crimen en Roma y hacerse cargo de la capital.
A diferencia de la Camorra o Cosa Nostra, la Banda della Magliana no estaba estructurada alrededor de una pirámide jerárquica. En cambio, estaba compuesto por varias células descentralizadas, cada una trabajando por su cuenta. Haciendo partidas iguales y viviendo de los dividendos obtenidos de la asociación criminal, tomaron rápidamente Roma, sorprendiendo al bajo mundo con sus métodos violentos. Si los miembros fueron encarcelados, el dinero continuó siendo enviado a través de sus familias, mientras que los miembros exitosos, conduciendo Ferraris y llevando relojes Rolex, tuvieron que mantener sus actividades criminales, quedando así como «delincuentes». (operai del crimine).

### Lazos de la extrema derecha y el asesinato de Mino Pecorelli
Algunos miembros, incluido el fundador Franco Giuseppucci, simpatizaban con la extrema derecha). La delincuencia, sin embargo, y no la política, era la actividad principal del grupo, y se necesitaban muchos incentivos materiales para involucrarlos en este campo. Uno de sus primeros contactos con el movimiento italiano neofascista fue en el verano de 1978, unos meses después del asesinato de Aldo Moro, en una villa de Rieti propiedad del criminólogo, psiquiatra y profesor neofascista Aldo Semerari. A cambio de financiar sus actividades políticas, Aldo Semerari propuso la experiencia psiquiátrica a los miembros de pandillas arrestados para ayudarlos a ser liberados.
Sin embargo, el acuerdo no duró mucho, ya que Aldo Semerari fue asesinado el 1 de abril de 1982 en Ottaviano (Ciudad metropolitana de Nápoles). Había hecho el mismo trato con Raffaele Cutolo de la Nuova Camorra Organizzata (NCO), así como con la organización rival de Cutolo, la Nuova Famiglia (NF) dirigida por Carmine Alfieri. Esto no complació ni a la familia de Umberto Ammaturo ni al NCO. Además de ser un famoso criminólogo de extrema derecha, Aldo Semerari también fue miembro de Propaganda Due (P2) y mantuvo vínculos con el SISMI, la agencia de inteligencia militar italiana.
Se encontraron enlaces más importantes entre la Banda della Magliana y al grupo terrorista de extrema derecha Nuclei Armati Rivoluzionari (NAR) ,en particular a través de Massimo Carminati, un miembro de NAR que era un buen cliente del bar de Franco Giuseppuci y Maurizio Abbatino. Massimo Carminati se convirtió rápidamente en un «alumno» de la pandilla, y les presentó Valerio Fioravanti y Francesca Mambro, ambos acusados de complicidad en la masacre de Bologna de 1980. Las dos organizaciones criminales rápidamente se vinculó estrechamente, con la  Banda della Magliana, lavando el dinero obtenido de los atracos de NAR para financiar sus actividades políticas, mientras que el NAR ayudó a la Banda en actividades callejeras (racket, drug transportation, etc.). Sin embargo, su «empresa conjunta» más misteriosa, que planteó serias dudas, se refería a las armas: municiones, armas y bombas pertenecientes a ambos grupos se encontraron sorprendentemente en los sótanos del Ministerio de Salud italiano.
En el mismo sótano se encontraron cartuchos de munición de una marca que no es fácil de encontrar en el mercado (Getelot). Viniendo del mismo lote había cuatro balas, del mismo tipo y uso, que las marcaban como las utilizadas para un homicidio específico: Carmine Pecorelli, un periodista que había publicado acusaciones sobre el Primer Ministro Giulio Andreotti de estar relacionado con la mafia, y fue asesinado en 1979. Giulio Andreotti y su principal asistente Claudio Vitalone han sido sospechosos de este asesinato: Andreotti fue condenado en noviembre de 2002 por ordenar el asesinato de Pecorelli y sentenciado a veintinueve. cuatro años de prisión. Pero Andreotti, de ochenta y tres años, fue puesto en libertad inmediatamente en espera de una apelación, y el 30 de octubre de 2003, un tribunal de apelación anuló la condena y absolvió a Andreotti del cargo de homicidio original.
Durante el juicio, la justicia italiana demostró claramente la participación de la banda della Magliana en el asesinato de Pecorelli, aunque la persona materialmente responsable del asesinato, Massimo Carminati, fue liberada. También según los jueces, el juicio demostró «vínculos claros entre Claudio Vitalone y la banda della Magliana a través de la persona de Enrico De Pedis», (alias Renatino, uno de los líderes de la Banda della Magliana). Sin embargo, continuaron afirmando que «la evidencia probatoria no fue inequívoca». Por lo tanto, debido a la evidencia insuficiente, Claudio Vitalone fue liberado.

### Caso de Roberto Calvi
Roberto Calvi, alias «el banquero de Dios» (Il banchiere di Dio) a cargo del Banco Ambrosiano, cuyo principal accionista fue el Banco del Vaticano, fue asesinado en Londres el 18 de junio de 1982. El Banco Ambrosiano, que se estrelló en uno de los principales escándalos financieros de la década de 1980, estuvo involucrado en actividades de lavado de dinero para la Mafia y supuestamente en canalizar fondos al movimiento sindical polaco Solidaridad (Solidarność) y a los Contras en Nicaragua. Ernesto Diotallevi, uno de los líderes de la Banda della Magliana, está siendo procesado por el asesinato de Calvi.
En 1997, fiscales italianos implicaron a un miembro de la Mafia Siciliana, Giuseppe Calò, en el asesinato de Calvi, además de Flavio Carboni, un empresario sardeño. Otros dos hombres, Ernesto Diotallevi (uno de los líderes de la Banda della Magliana) y Francesco Di Carlo, también fueron involucrados en el crimen.
El 19 de julio de 2005, Licio Gelli, el gran maestro de la Propaganda Due o la logia masónica P2, fue formalmente acusado por los magistrados en Roma por el asesinato de Calvi, junto con Giuseppe Calò, Ernesto Diotallevi, Flavio La exnovia austriaca de Carboni y Carboni, Manuela Kleinszig. Licio Gelli, en su declaración ante el tribunal, culpó a figuras relacionadas con el financiamiento del trabajo de Calvi Solidarność, supuestamente en nombre del Vaticano. Gelli fue acusado de haber provocado la muerte de Calvi para castigarlo por malversar dinero del Banco Ambrosiano que se le debía a él y la mafia. También se afirmó que la Mafia quería evitar que Calvi revelara que el Banco Ambrosiano había sido utilizado para el lavado de dinero.
El 5 de octubre de 2005, el juicio de las cinco personas acusadas del asesinato de Calvi comenzó en Roma. Los acusados fueron Giuseppe Calò, Flavio Carboni, Manuela Kleinszig, Ernesto Diotallevi, y el exconductor y guardaespaldas de Calvi, Silvano Vittor. El juicio se llevó a cabo en un tribunal especialmente fortificado en la prisión Rebibbia de Roma y se esperaba que dure hasta dos años.
El 6 de junio de 2007, los cinco individuos fueron absueltos por el tribunal de asesinar a Calvi. Mario Lucio d'Andria, el juez que preside el juicio, desestimó los cargos por «pruebas insuficientes» después de escuchar 20 meses de pruebas. El veredicto fue visto como una sorpresa por algunos observadores. El tribunal dictaminó que la muerte de Calvi fue un asesinato y no un suicidio. La defensa había sugerido que había muchas personas con un motivo para el asesinato de Calvi, incluidos funcionarios del Vaticano y figuras de la mafia que querían garantizar su silencio. Los expertos legales que siguieron el juicio dijeron que a los fiscales les resultaba difícil presentar un caso convincente debido a los 25 años transcurridos desde la muerte de Calvi. Un factor adicional fue que algunos testigos clave no estaban dispuestos a testificar, no podían rastrearse o estaban muertos. La fiscalía había pedido anteriormente que se autorizara a Manuela Kleinszig, afirmando que no había pruebas suficientes en su contra, pero había pedido cadena perpetua para los cuatro hombres.
El 7 de mayo de 2010, el Tribunal de Apelaciones confirmó la absolución de Calò, Carboni y Diotallevi. El fiscal Luca Tescaroli comentó después del veredicto que para la familia «Calvi ha sido asesinado por segunda vez». El 18 de noviembre de 2011, el tribunal de última instancia, el Tribunal de Casación, confirmó la absolución.
Además, el hijo de Roberto Calvi ha afirmado que el caso de Emanuela Orlandi estaba estrechamente relacionado con el caso de Calvi.

### Emanuela Orlandi
Emanuela Orlandi, una ciudadana de la Ciudad del Vaticano, misteriosamente desapareció el 22 de junio de 1983 a la edad de quince años. Aunque el caso aún no se ha resuelto, y Orlandi ha permanecido desaparecida desde entonces, al parecer, algunos han intentado cambiarla por el miembro de los Lobos Grises Mehmet Ali Ağca, quien disparó al Papa en 1981. Al parecer, algunas de las personas que intentaron llegar a un acuerdo con el Vaticano eran miembros de la Banda della Magliana.
En 2005, una llamada telefónica anónima transmitida por el programa en vivo de Rai 3 TV Chi l'ha visto?, una transmisión sobre los hallazgos de personas desaparecidas, declaró que para encontrar una resolución sobre el caso Orlandi, habría que descubrir quién está enterrado en la iglesia de San Apolinar, y sobre el favor que Enrico De Pedis hizo a Cardenal Ugo Poletti en el momento.
La iglesia de San Apolinar, ubicada cerca de la Piazza Navona de Roma, tiene una cripta donde están enterrados papas, cardenales y mártires cristianos, así como la tumba de Enrico De Pedis, también conocido como Renatino, una de las cabezas más poderosas de la organización mafiosa Magliana, asesinada el 2 de febrero de 1990. La basílica es parte del mismo edificio del Pontificio Instituto de Música Sacra a la que asistió Orlandi, y donde fue vista por última vez. El entierro de De Pedis en la iglesia es un procedimiento inusual para un ciudadano común, considerando también su condición de mafioso. El responsable del entierro en ese momento era el Cardenal Poletti, ahora fallecido. En 2012, el cadáver de De Pedis fue finalmente retirado de la iglesia.
En febrero de 2006, un exmiembro de la banda Magliana reconocido detrás de la voz de Mario, uno de los asesinos que trabajó para De Pedis. Mario fue una de las personas anónimas que telefoneó para proponer el intercambio de Emanuela Orlandi por Mehmet Ali Ağca.

## Liderazgo histórico

### Jefes
- 1976-1980 - Franco «er Negro» Giuseppucci - asesinado.
- 1980-1990 - Enrico «Renatino» De Pedis - asesinado.
- 1990-1992 - Maurizio «Crispino» Abbatino - encarcelado y convertido en informante.

## Composición

### Facción de Magliana-Ostiense
- 1976-1992 - Maurizio «Crispino» Abbatino

### Facción deTestaccio-Trastévere
- 1976-1980 - panel de gobierno - Franco Giuseppucci, Enrico De Pedis
- 1980-1982 - Danilo «er Camaleonte» Abbruciati
- 1982-1992 - Raffaele «Palletta» Pernasetti

### Facción de Ostia-Acilia
- 1976-1981 - Nicolino «Sardo» Selis
- 1981-1992 - Antonio «Accattone» Mancini

### Facción de Monte Sacro
- 1976-1992 - Roberto Fittirillo